# ان‌جی‌سی ۵۴۶۰
ان‌جی‌سی ۵۴۶۰ (انگلیسی: NGC 5460) یک خوشه باز در صورت فلکی قنطورس است.  این خوشه تقریباً ۲۳۰۰ سال نوری از زمین فاصله دارد.